# Piotr Witakowski
Piotr Krzysztof Witakowski (ur. 11 czerwca 1942 w Warszawie) – polski naukowiec, doktor habilitowany w zakresie budownictwa, były profesor nadzwyczajny w Akademii Górniczo-Hutniczej im. Stanisława Staszica w Krakowie. Autor patentów z dziedziny miernictwa, budownictwa i kolejnictwa, publikacji naukowych z zakresu matematyki, fizyki, budownictwa, informatyki i miernictwa.
Absolwent Wydziału Inżynierii Lądowej Politechniki Warszawskiej (1967) i Wydziału Matematyki, Informatyki i Mechaniki Uniwersytetu Warszawskiego (1972). Działacz opozycji demokratycznej w PRL, uczestnik wieców i demonstracji studenckich w marcu 1968 roku, współpracownik Komitetu Obrony Robotników i Komitetu Samoobrony Społecznej „KOR”, członek NSZZ „Solidarność”. Drukarz, redaktor i kolporter wydawnictw podziemnych oraz autor publikowanych w nich tekstów. Wykładowca w Państwowej Szkole Wyższej im. papieża Jana Pawła II w Białej Podlaskiej.
W 1975 roku obronił doktorat, a w 1999 roku habilitację. W latach 2000–2001 zastępca dyrektora Centrum Naukowo-Technicznego Kolejnictwa, od 2004 do 2013 roku profesor nadzwyczajny w Akademii Górniczo-Hutniczej w Krakowie, gdzie pełnił funkcję kierownika pracowni w Katedrze Geomechaniki, Budownictwa i Geotechniki na Wydziale Górnictwa i Geoinżynierii.
W 2012 roku został przewodniczącym komitetu organizacyjnego i członkiem prezydium komitetu naukowego Konferencji Smoleńskiej poświęconej badaniom katastrofy polskiego Tu-154 w Smoleńsku metodami nauk ścisłych. Był członkiem komitetu naukowego i przewodniczącym komitetu organizacyjnego II i III edycji tej konferencji edycji z lat 2013, 2014. W 2016 został członkiem Podkomisji ds. Ponownego Zbadania Wypadku Lotniczego pod Smoleńskiem, powołanej przy Komisji Badania Wypadków Lotniczych Lotnictwa Państwowego przez ministra obrony narodowej Antoniego Macierewicza.